# Bonificatie
Bonificatie is een sportterm die het meest bekend is van de meerdaagse wielerwedstrijden bij met name het wegwielrennen. Voorbeelden zijn de Ronde van Italië, Ronde van Frankrijk en de Ronde van Spanje. De term komt echter ook voor bij het langlaufen, al dan niet in dezelfde vorm.

## Wielrennen
De term bonificatie betekent volgens Van Dale onder meer: aftrek van tijd in een wielerronde voor de snelste renners. Deze vergoeding in tijd worden gegeven bij een tussensprint en/of bij de eindstreep. Afhankelijk van de reglementen krijgen bij de bonificatiesprint een of meerdere renners bonificatietijd, meestal in de vorm van seconden. De bonificatietijd wordt als bonus van de gereden tijd afgehaald. In Grote Rondes zijn bonificaties meestal 20 seconden voor de etappewinnaar, 12 seconden voor de nummer twee en 8 seconden voor de nummer drie. Bij tussensprints zijn dan respectievelijk 6, 4 en 2 seconden te verdienen. In kleinere rondes bedragen bonificaties meestal 10, 6 en 4 seconden aan de finish en 3, 2 en 1 seconden bij een tussensprint. De Ronde van Frankrijk heeft de bonificatieseconden (10, 6 en 4) in 2015 weer ingevoerd.

### Bijzondere situaties
Door het vergeven van bonificatieseconden kan het gebeuren dat diegene die een meerdaagse wielerkoers in de minste tijd uitrijdt niet de winnaar wordt van het algemeen klassement en van de koers. In de Ronde van Spanje 2011 verzamelde Juan José Cobo 52 bonificatieseconden (een etappewinst, twee keer tweede en een keer derde) en zijn concurrent Chris Froome maar 32 (een etappewinst en een keer tweede). Cobo won die Vuelta uiteindelijk met 13 seconden verschil en had dus in de praktijk 7 seconden langer op de fiets gezeten dan de uiteindelijke nummer twee. Overigens werd in 2019 de eindzege alsnog aan Froome toegewezen vanwege de foutieve bloedwaarden van Cobo.

## Langlaufen
Bij het langlaufen bestaan er ook vormen van bonificatie. De voorsprong die men heeft in het ene onderdeel, behoudt men bij een ander onderdeel, zoals de achtervolging.